# عفاريت (كتاب)
عفاريت هو أحد مؤلفات الكاتب يوسف معاطى والذي تم إصداره من الدار المصرية اللبنانية للنشر، وهو من مواليد محافظة السويس 25 أغسطس 1963، تخرج يوسف معاطى في كلية الألسن. شهدت بداية مراحل حياته الفنية العديد من المصاعب، حيث قدم ثلاث مرات لأختبار ليكون مذيعًا في التلفزيون وخمس مرات ليكون مرشد سياحي لكنه فشل. ثم شغل وظيفة مقدم فقرات الحفلات على مركب سياحي بعد فشله في العمل جرسوناً على المركب نفسه، قابل بالصدفة شقيق الفنان جورج سيدهم، والذي سبق أن ألتقاه في مرحلة الهواية بالكلية، وهو الوقت الذي أخرج فيه «يوسف معاطي» عددا من المسرحيات، وطلب منه إخراج مسرحية لـ«سيدهم»، فطلب منه كتابة بعض الأفكار، وبالفعل. كتب «يوسف معاطي» أفكارا لمسرحيات عرضها «جورج سيدهم» على الفنانة نيللي «المرشحة لتمثيل الدور، فأختارت فكرة» معاطي«ليطلب منه «سيدهم» كتابتها ويسند إخراجها للمخرج سمير سيف، وتظهر أولى مسرحيات» معاطي" "حب في التخشيبة«ويقوم ببطولتها الفنانة دلال عبد العزيز بدلا من» نيللي«. واكمل مسيرته الفنية في المسرح والسفينة في الوقت نفسه، فيستمر في التنقل صباحاً في السفينة ومساءً في المسرح، حتي تحقق المسرحية نجاحا كبيراً، وينطلق» معاطي«فيؤلف» الجميلة والوحشين«وبهلول في إسطنبول» و«لأ..لأ.بلاش كده» و«راجل انتيكة» و«عسل البنات» و«بودى جارد». من المسرح ينتقل إلى السينما حيث يكتب مجموعة من الأفلام مثل «ياتحب يا تقب» و«الواد محروس بتاع الوزير»، كما أن ليوسف معاطى العديد من الكتب التي تعكس الواقع الذي نعيشه في إطار كوميدى ساخر مثل «صايع بالوراثة» و«حنعيش كدا ونموت كدا» وغيرها من الكتب التي تعبر عن الواقع ومشاكل المجتمع المصري ليصبح بعد فترة أحد رموز الكتابة الساخرة في الوقت الحالى.
يُعد كتاب (عفاريت) مجموعة من المقالات المختارة التي كتبها يوسف معاطى على مدار مشواره الفنى، وقام بتجميعها في هذا الكتاب وتقديمها للقارئ في صورة جرعات فنية، بلغ عدد المقالات في هذا الكتاب 38 مقالة. تختلف المقالات باختلاف موضوعاتها وطريقة العرض، بعض هذه المقالات منفصل والأخر متصل - بمعنى اخر- أن الموضوع الواحد يعرضه في مقالاتين متتابعتين أو يستدعى حادثة أو مشهد في مقال من إحدى المقالات الأخرى. يروى الكتاب بعض الأحداث التي شاهدها بالفعل وأخرى يتخليها وأخرى يتمنى لو أن تحدث له، جدير بالذكر أن مقالاته لا تسير على نسق محدد، بمعنى أن المقالة الواحدة قد تحتوى على أكثر من فكرة، وكأنك تجلس مع صديق يروى لك خواطره أو بعض أحداث حياته، يفصح الكتاب بشكل كبير عن شخصية يوسف معاطى حيث يستطيع القارئ التعرف على أدق تفاصيل حياته وعاداته اليومية بحزافيرها ويتعرف أيضا على شخصية يوسف معاطى الذي أمتاز بالذكاء وسرعة البديهة وغيرها من الصفات التي جعلته كتابا بارزا.